# 1982 في النرويج
فيما يلي قوائم الأحداث التي وقعت خلال عام 1982 في النرويج.

## ظهور
- 1 يناير – آ-ها

## مواليد

### يناير
- 20 يناير – فريدريك سترومستاد لاعب كرة قدم نرويجي.

### مارس
- 9 مارس – غونار غريف

### أبريل
- 1 أبريل – أندرياس ثوركيلدسين

### مايو
- 25 مايو – دانييل بروتن لاعب كرة قدم نرويجي.
- 29 مايو – بيرتي ميرهول لاعب كرة يد نرويجي.

### يونيو
- 11 يونيو – رينات أورني لاعبة كرة يد نرويجية.
- 22 يونيو – سفين إريك ميدوس لاعب كرة يد نرويجي.

### يوليو
- 14 يوليو – كيم هولمان لاعب كرة قدم نرويجي.

### أغسطس
- 25 أغسطس – سيلجي رينامو

### أكتوبر
- 6 أكتوبر – الكسندر لوند هانسن لاعب كرة قدم نرويجي.
- 13 أكتوبر – مونيكا هانسين عارضة نرويجية.

### ديسمبر
- 12 ديسمبر – هايدي لوك لاعبة كرة يد نرويجية.

## وفيات

### يناير
- 14 يناير – راجنار لارسن (مواليد 1925) لاعب ومدرب كرة قدم نرويجي.